# Municipio de Triesen
Triesen es un municipio del principado de Liechtenstein. Limita al norte con el municipio de Vaduz, al este con Triesenberg, al sureste con exclaves de los municipios de Vaduz, Schaan y Balzers, al sur con Maienfeld (CH-GR) y Fläsch (CH-GR), al suroeste con Balzers, y al oeste con Wartau (CH-SG) y Sevelen (CH-SG).
Triesen es la única ciudad de Liechtenstein que tiene un McDonald's y un circuito de motocross, además de tener su propio equipo de fútbol.

## Lugares de interés
- Piscina municipal de Triesen.
- Banco Nacional de Triesen (una de las construcciones más modernas).
- Circuito de motocross.
- Iglesia de St. Mamerten.
- Iglesia de St. Gallus.
- Galería de arte de Triesen.

## Comunicaciones
Triesen es uno de los municipios más grandes del país, por lo que está muy bien comunicado. Triesen posee varias paradas de autobús y una estación. Respecto a otros transportes, destacan el automóvil y una estación de tren, llamada Forst Hilti. El otro transporte, además de ser el más rentable es el menos contaminador: la bicicleta. Desde Triesen parten numerosos carriles que comunican la ciudad con otras localidades como Vaduz, Schaan o Balzers.

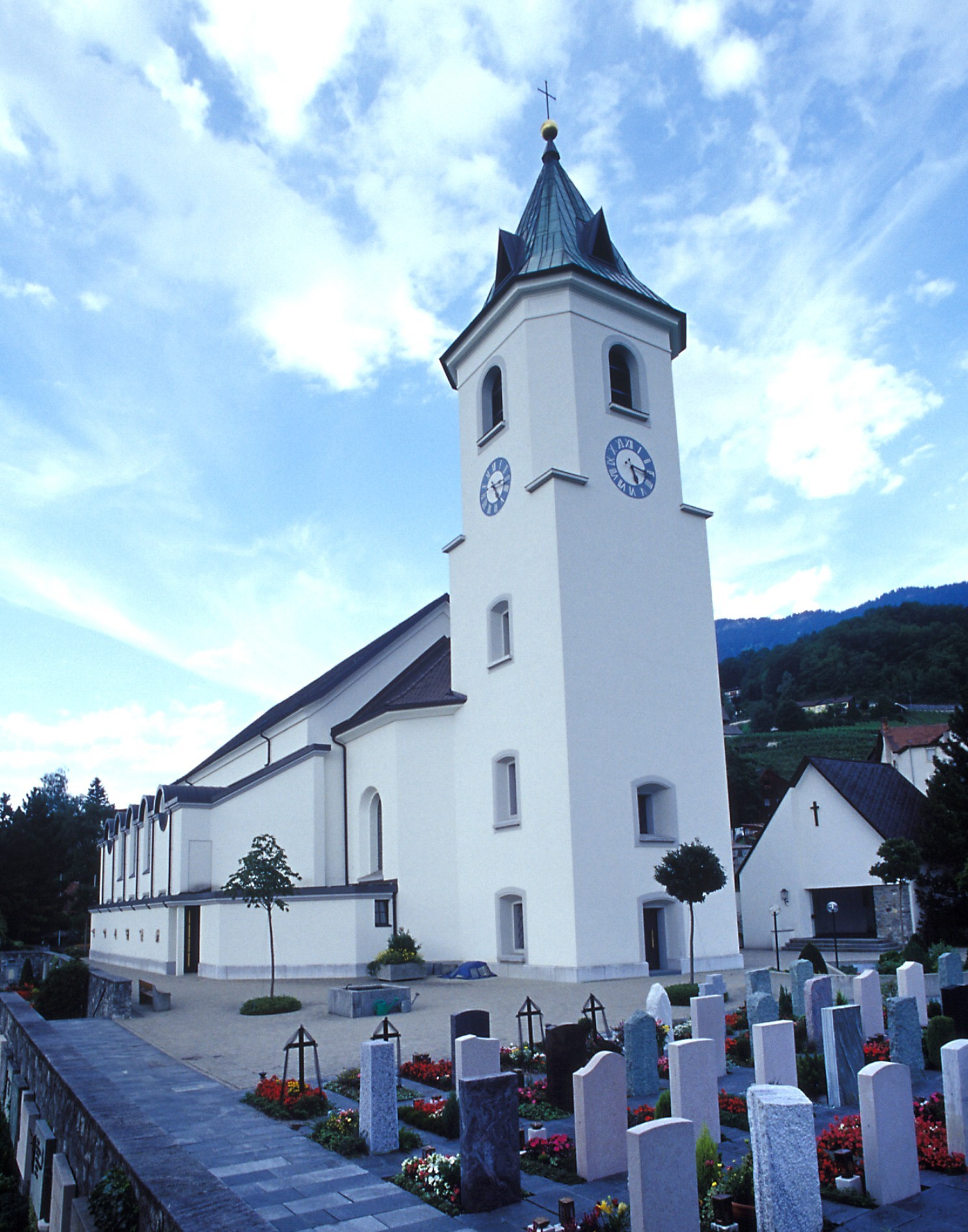
Parroquia de St. Gallus

## Deportes
El FC Triesen es uno de los equipos liechtensteinianos que juegan en Suiza. Como se encuentra en un valle rodeado de altas montañas, el deporte más practicado es el esquí u otros deportes de invierno. Otros deportes importantes son el patinaje sobre hielo y la natación, ya que hay una piscina municipal cubierta. El circuito de motocross de Triesen es el único que hay en el país.